# Orland (Maine)
Orland és una població dels Estats Units a l'estat de Maine (EUA). Segons el cens del 2000 tenia 2.134 habitants.

## Demografia
Segons el cens del 2000, Orland tenia 2.127 habitants, 867 habitatges, i 630 famílies. La densitat de població era de 17,6 habitants/km².
Dels 867 habitatges en un 31,5% hi vivien nens de menys de 18 anys, en un 57,4% hi vivien parelles casades, en un 9,7% dones solteres, i en un 28,4% no eren unitats familiars. En el 22,2% dels habitatges hi vivien persones soles el 6,5% de les quals corresponia a persones de 65 anys o més que vivien soles. El nombre mitjà de persones vivint en cada habitatge era de 2,42 i el nombre mitjà de persones que vivien en cada família era de 2,82.
Per edats la població es repartia de la següent manera: un 24% tenia menys de 18 anys, un 5,7% entre 18 i 24, un 29,6% entre 25 i 44, un 27,8% de 45 a 60 i un 12,8% 65 anys o més.
L'edat mediana era de 40 anys. Per cada 100 dones de 18 o més anys hi havia 92,3 homes.
La renda mediana per habitatge era de 39.345 $ i la renda mediana per família de 45.875 $. Els homes tenien una renda mediana de 36.435 $ mentre que les dones 23.571 $. La renda per capita de la població era de 19.551 $. Entorn del 8,5% de les famílies i l'11,2% de la població estaven per davall del llindar de pobresa.